# Pitch (Filmproduktion)
Bei der Herstellung von Filmen ist ein Pitch eine kurze verbale und in einigen Fällen visuelle Präsentation einer Idee für einen Film oder eine Fernsehserie, die in der Regel von einem Drehbuchautor oder einem Regisseur an einen Filmproduzenten oder einen Studiobetreiber in der Hoffnung gerichtet wird, eine Entwicklungsfinanzierung für das Schreiben eines Drehbuchs zu erhalten.
Eingesetzt wird ein Pitch in verschiedenen Phasen der Produktion, z. B. beim Casting und im Vertrieb, und dient dazu, Filmproduzenten zur weiteren Finanzierung eines Projekts zu bewegen. Filmemacher, die einen Pitch entwickeln, fertigen in der Regel ein Produktionspaket an, das jedem potenziellen Investor während des Pitches ausgehändigt wird. Das Paket enthält die grundlegenden Informationen über das Projekt des Filmemachers, z. B. eine Zusammenfassung der Handlung und Angaben zum Budget.
Zum Teil produzieren Filmemacher einen unabhängigen Pitch-Trailer als Teil des Pakets, um potenziellen Geldgebern das Projekt und die Vision des Filmemachers besser zu veranschaulichen. Ein Pitch-Trailer wird oft selbst finanziert und ist so gestaltet, dass er wie ein gewöhnlicher Spielfilm-Trailer aussieht.